# 芬兰福利制度

芬兰同其他北欧国家一样具有北欧特色的社会保障模式，其特点是其全面性。

芬兰的社会保障体系，或者说芬兰福利制度，与其他国家相比，是非常全面的。20世纪80年代末，芬兰的社会福利制度是世界上最先进的社会福利制度之一，它保障了所有芬兰人能够体面的生活。虽然从这个时间点开始，芬兰的社会福利在不断的削减，但是芬兰的社会福利制度依旧是世界上最全面的社会福利制度之一。芬兰的社会保障体系几乎完全是在二战后的头三十年里建立起来的，它是北欧传统观念的产物。在北欧传统观念认为，国家可以善意地进行干预，以保障社会福利。根据一些社会历史学家的说法，这种信念的基础是一种相对温和的历史，它使北欧国家逐渐出现了自由和独立的农民，削弱了贵族的统治地位，并阻止了之后强势右翼的形成。芬兰的历史比其他北欧国家的历史更为严酷，但还不足以阻止该国走上福利社会的道路。

## 历史
在19世纪的最后几年，芬兰的社会政策开始以减少阶级摩擦为目标。当时的少数社会立法只针对特定群体的需要，而不是整个社会的需要。1937年，芬兰建立了一个存在严重缺陷的国家养补偿金计划，目的是为了帮助有需要的母亲。直到第二次世界大战后，芬兰的社会政策才具备了在未来几十年里使其与北欧其他社会福利制度相似的特点。
芬兰社会学家Erik Allardt认为，北欧福利制度的标志是其全面性。与美国或大多数西欧国家的福利制度不同，北欧国家的福利制度覆盖了整个人口，不局限于那些有生活障碍的群体。举个例子:任何人只要达到一定年龄，不论他们向该计划支付了多少，都可获得全国统一费率的养恤金;以及以医疗需要而不是以财政手段为基础的全国保健计划。此外，北欧国家的公民有获得其福利制度所提供福利的法律权利，这些福利制度的规定是为了履行被认为是确保每个人享有适当生活水平的集体责任。北欧体系的另一个特点是它涉及到人们生活的许多方面。

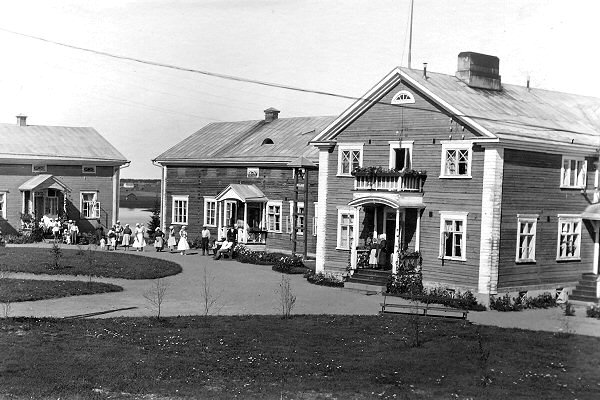
在战前芬兰的哈帕耶爾維，为那些无法自给自足的人提供“市政住宅”。这项公共服务是现代社会保障的前身，它的接受者包括许多老年人，因为当时私人养恤金非常罕见，包括残疾人、单亲、失业者和他们的家庭都需要帮助。

芬兰的福利制度与其他北欧国家的福利制度主要不同之处在于，它在某些方面的福利较低，例如疾病和失业津贴;除此之外，芬兰的制度符合北欧社会福利的概念。1950年，芬兰的社会支出约占该国国内生产总值的7%，大致相当于瑞典、丹麦和挪威的支出。到20世纪80年代中期，芬兰的社会支出已经上升到GDP的24%，而瑞典、丹麦和挪威分别为35%、30%和22%。这些支出中不到10%由芬兰工薪阶层支付;剩下的来自州和雇主的比例大致相同。直到上世纪70年代下半叶，芬兰雇主支付的社会支出比例一直高于北欧其他国家的雇主。1973年之后，为了应对世界经济放缓，芬兰将一些社会负担转移给了国家，这使得芬兰公司在国外更有价格竞争力。
芬兰的福利制度也与它的邻国有所不同，它的实施时间比邻国稍晚一些，直到1966年红土政府(社会民主党-土地中心党联合政府)成立后的10年才完全实现。第二次世界大战后，芬兰人把他们的注意力转向了妇幼保健。1957年，政府建立了一个完善的国家养老金计划，并在20世纪60年代初以私人养老基金作为补充。失业援助组织成立于1959年和1960年，并于1972年进行了改革。1950年代和1960年代的立法还规定建立一个医院网络，教育更多的医务人员，并在1963年至1970年代初建立一个保健保险制度。住房津贴制度在20世纪60年代扩大到越来越多的人口。卫生保健官员在20世纪70年代放弃了医院护理，他们开始强调使用较小的地方诊所。到20世纪80年代，芬兰的福利制度达到了北欧的标准，得到了大多数芬兰人的支持。所有主要政党都致力于维持它，它在芬兰社会中的作用在今后几十年似乎是稳固的。
2017年底，芬兰社会保险机构(KELA)为3,764,362人提供了医疗费用退款，为1,003,635人提供了儿童退款，并提供了643,153份养老金、268,537份伤残津贴和286,630份疾病津贴

## 组织
在1980年代后期，社会事务和保健部通过五个部门指导福利制度:社会保险、社会福利、保健、禁酒和酒精政策、劳工。根据芬兰的行政传统，决定政策是一个部及其各部门的任务，然后由中央委员会执行。在社会政策方面，社会福利、卫生和劳工保护有三个中心委员会。该行政司的一个例外是社会保障研究所，它负责监督伊杜斯昆塔和国务委员会的全国养恤金计划和健康保险。
社会福利的实际提供者通常是由省级当局监管的地方政府——直辖市。在20世纪80年代早期，国家提供的资金约占所有社会服务和养老金支出的30%，而雇主提供约40%;地方政府提供15%;服务的接受者提高剩下的。

## 收入保障计划被归类为社会保险

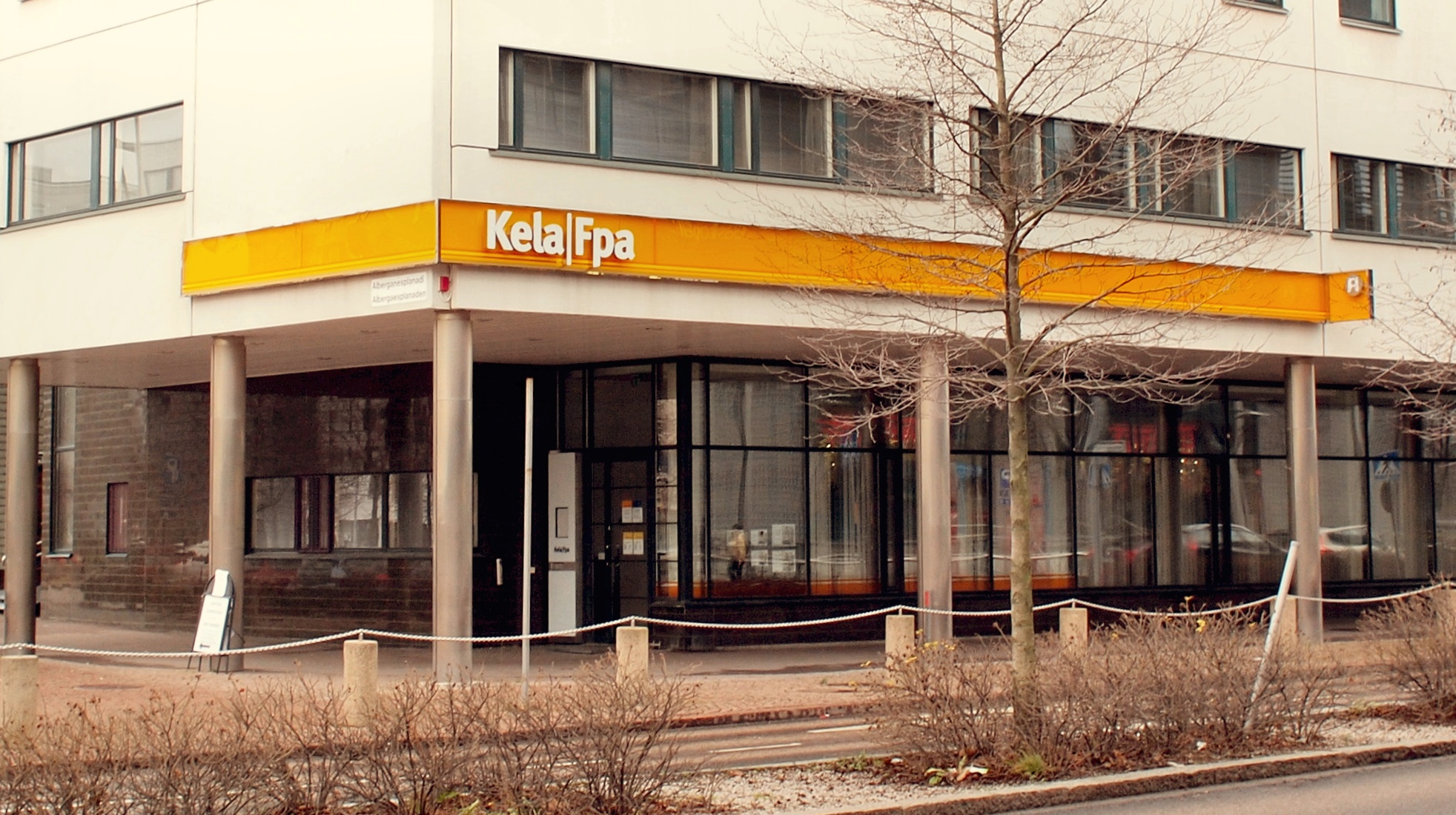
社会保险机构(KELA)在埃斯波的办事处。它最初的功能是提供国家退休福利。后来它的职能扩大到包括失业保险和学生补助金等

同其他北欧国家一样，芬兰将其大部分社会方案分为保证收入安全的方案和提供社会和保健服务的方案。收入保障方案分为两类:社会保险，它提供尽管年老、生病、怀孕、失业或工伤情况下的收入;收入保障被归类为福利，包括通过诸如儿童津贴、产妇津贴、战争受害者及其幸存者津贴以及对残疾或迫切需要的人的财政援助等措施向援助家庭转移收入。第一类项目，也就是收入保障，占社会福利支出的80%。

### 国家养恤金计划
芬兰的第一个国家养恤金计划始于1937年，但由于资金不足，新的国家养恤金法案于1957年才生效。在20世纪80年代末，这部法律经过了一定程度的改革，仍然是芬兰国家养恤金计划的基础，该计划对所有16岁以上的居民开放，甚至对那些从未缴纳过相关税金的人也开放。即使不是来自北欧国家的外国人，如果他们在芬兰居住至少五年，也有权领取这笔养恤金。那些前往北欧以外国家居住的人，即使是芬兰公民，也只能领取一年的养恤金。统一费率的国家养恤金可以在一个人达到65岁时作为老年养恤金支付;作为伤残抚恤金(全部或部分)发给16岁至64岁之间不再能够工作的人;在某些情况下会发给那些50多岁或60岁出头的长期失业者。除了这些受益人以外，那些有资格领取国家养恤金但本身没有资格领取养恤金的人的遗属也可以根据遗属养恤金计划的规定领取养恤金。与国家养老金计划相联系的还有残疾儿童和一些二战老兵的抚恤金。
国家养老金的发放对每个人都是统一的。在这一数额之外，还加上援助金，援助金根据领取养恤金者的婚姻状况、在当地的生活费用和其本人收到的其他养恤金而有所不同。还可以根据受抚养的儿童的残疾程度和住房费用以及内战和第二次世界大战的退伍军人支付其他补贴。国家养老金是指数化的，它们的价值每年都在增长。自从20世纪80年代早期的改革以来，如果国家养老金是这个人的唯一的收入来源，那么这个人就可以免税。一个人的养恤金数目不再受配偶的收入或配偶的养恤金的影响，国家养恤金数目只能由其本人其他养恤金收入减少。国家养老金计划的资金来源于受益人自己的贡献，大约是他或她在当地应纳税收入的2%，以及雇主贡献的被保险人工资的4%到5%。

### 雇员养恤金计划
1961年通过的《雇员退休金法案》(Employees' Pensions Act)是对国家养老金计划的补充。虽然国家养老金计划对生活在乡村的芬兰人来说是足够的，但直到20世纪60年代，大多数芬兰人都生活在乡村，而国家养老金计划并没有为城市居民提供足够的福利。在随后的十年中，其他与工资有关的强制性养老金计划被制定为法律，适用于临时雇员、国家和地方政府雇员、为国家教会工作的人以及自营职业者。在十年结束时，还为农民制定了一项补充计划。自1956年以来，海员们就有了以收入为基础的计划，到1986年，那些从事表演和写作等自由职业的人也得到了保险。这些就业养恤金计划完全是由雇主提供资金，不论是私人或公共雇主，他们缴纳的款额平均相当于一名工人收入的10%左右，存入由七家大型保险公司管理的基金或自行设立基金。个体经营者必须选择基金。中央养恤金保障研究所负责保存关于就业和福利的记录。
可领取养恤金的正常退休年龄是65岁，支付的养恤金是根据退休前两年结束的前四年工作的平均收入计算的。一个人可以获得私人部门收入的60%，公共部门收入的66%。在这些养老金计划生效之前工作的老员工，如果他们在1975年以前退休，将得到至少29%的最低养老金保障，如果他们在1975年以后退休，将得到37%的最低养老金保障。与国家养老金一样，与工资相关的养老金也是指数化的，并且逐年增加。此外，还有关于残疾、提早或延迟退休以及遗属福利的规定，这些福利与国家养恤金计划的实际福利类似。

### 疾病保险
1963年的疾病保险法将健康保险分两个阶段引入芬兰。首先，从1964年开始，它向因疾病或产假而失去工资的人提供补贴，并向他们支付治疗和药品费用。三年后，它也开始支付医生的账单。在该法案生效之前，只有一小部分人有医疗保险，通常是那些受雇于大公司的人。
所有在芬兰居住较短时间的人都有资格领取津贴。外国人必须在当地卫生部门登记才能收到钱。在20世纪80年代，为了弥补因疾病造成的收入损失，公司每天支付的工资平均约为正常工资的80%，最多可维持300个工作日。收入高的人获得的钱较少。公立医院的医疗服务普遍免费，其他补偿占医生费用的60%，实验室费用的75%，药品费用的50%。上世纪80年代中期，1961年以后出生的人都可以免费看牙，但对其他人来说，只有在牙齿出现问题时才能得到治疗。在大约一年的时间里，产假补贴约占收入的80%，可以在预产期前五周开始发放。父亲可以抽出一部分时间，在母亲允许的日子里相应削减。疾病保险的资金来源有三种:一种是投保人自己支付的，占其应纳税收入的2%;另一种是雇主支付的，占其工资的1%;还有一种是国家支付的。
无论这些福利在国际范围内显得多么慷慨，在1970年代和1980年代，医疗费用增加了，政府的补偿率没有跟上。1986年，这一比例增加了25%，但根据一些批评人士的说法，这还不够。那些要求政府救济的人认为有必要，尽管公共医疗保健在芬兰占医疗保健的大部分，而且已经得到了很高的补贴，因此与许多其他国家相比相当便宜。

### 失业保险
1984年的《失业保障法》改革了为解决芬兰长期存在的失业问题而逐步制定的失业援助制度。该法案为所有年龄在17岁至64岁之间、居住在芬兰、其收入来自为他人或法律实体工作的工资的失业者提供了保险。根据《法案》的规定，一个人必须需要领取款项，并可能因配偶的收入而被取消资格。个体户、全日制学生、领取养老金和生育津贴的人员不符合条件，因病、伤、残、自愿离职、因劳动争议失业、拒绝就业的人员也不符合条件。
有资格领取失业救济金的人有两种领取方式。每个找工作的人都能得到25欧元的基本每日津贴。这项津贴经过了经济状况调查，配偶的收入可能使一名可能的受益人丧失资格。只要领取者失业，津贴就一直有效。这些失业人员失业基金的成员(大约80%的芬兰人)和那些工作了至少26周在前2年有资格获得更多实质性的利益达到每日基本生活费+ 45%的日常工资的区别和基本生活费。100天后付款减少20%。与收入有关的津贴的受益人可以在四年期间领取500天的津贴。50多岁或更老的工人如果找不到工作，可以获得相当于残疾养恤金的失业养恤金，直到他们达到领取老年养恤金的年龄为止。失业救济金由社会保障研究所管理。基本津贴全部由国家负担。雇主和国家基金平分95%的收入相关款项，剩下的5%由受益人承担。
截至2017年底，芬兰已向369100人发放了超过44.91亿欧元的失业救济金，为年龄在18岁至64岁之间的11%的芬兰人口提供了经济支持。
调查显示，芬兰公民普遍支持实施全民基本收入:2015年9月，69%的受访者对基本收入持积极态度。自2017年1月1日起，“基本收入实验”(Basic Income Experiment)在2017年至2018年期间启动。该实验要求对随机挑选的2000名芬兰失业公民每月无条件支付560欧元。这笔钱大致相当于芬兰的平均失业救济金;它不影响其他社会保障福利，而且即使受惠者就业也会得到支付。该实验由芬兰社会保险机构(KELA)组织，研究部门负责人Olli Kangas负责监督。2018年4月，政府拒绝了“基础收入实验”获得额外资金的呼吁;该项目的结果将于2020年底公布。

### 工人的补偿
因工受伤的员工可以通过支付医疗和康复费用并与工资完全匹配的方式获得经济保护。如果伤害导致永久性残疾，工人可以获得相当于其工资总额85%的残疾补偿。幸存者有资格领取养老金，去世时可以领取一笔数额可观的丧葬补助金。这笔钱全部由雇主资助。

## 收入保障被归类为福利
除了上述福利以社会保险的形式被归类为收入保障之外，还有一些收入保障计划被归类为福利。这两类社会项目的一个不同之处在于，福利措施的资金主要来自税收，而社会保险项目则由雇主和雇员支付。这第二类收入保障也包括对符合条件者的补贴。这些福利中最重要、最昂贵的一类是对有孩子的家庭的补贴。其他程序帮助那些遭受战争伤害及其家属,提供金融援助那些称为军事服务和他们的家庭,支付残疾人,帮助他们谋生,并提供生活保障,是那些无法无法赚钱的人最后的出路。

### 家庭援助

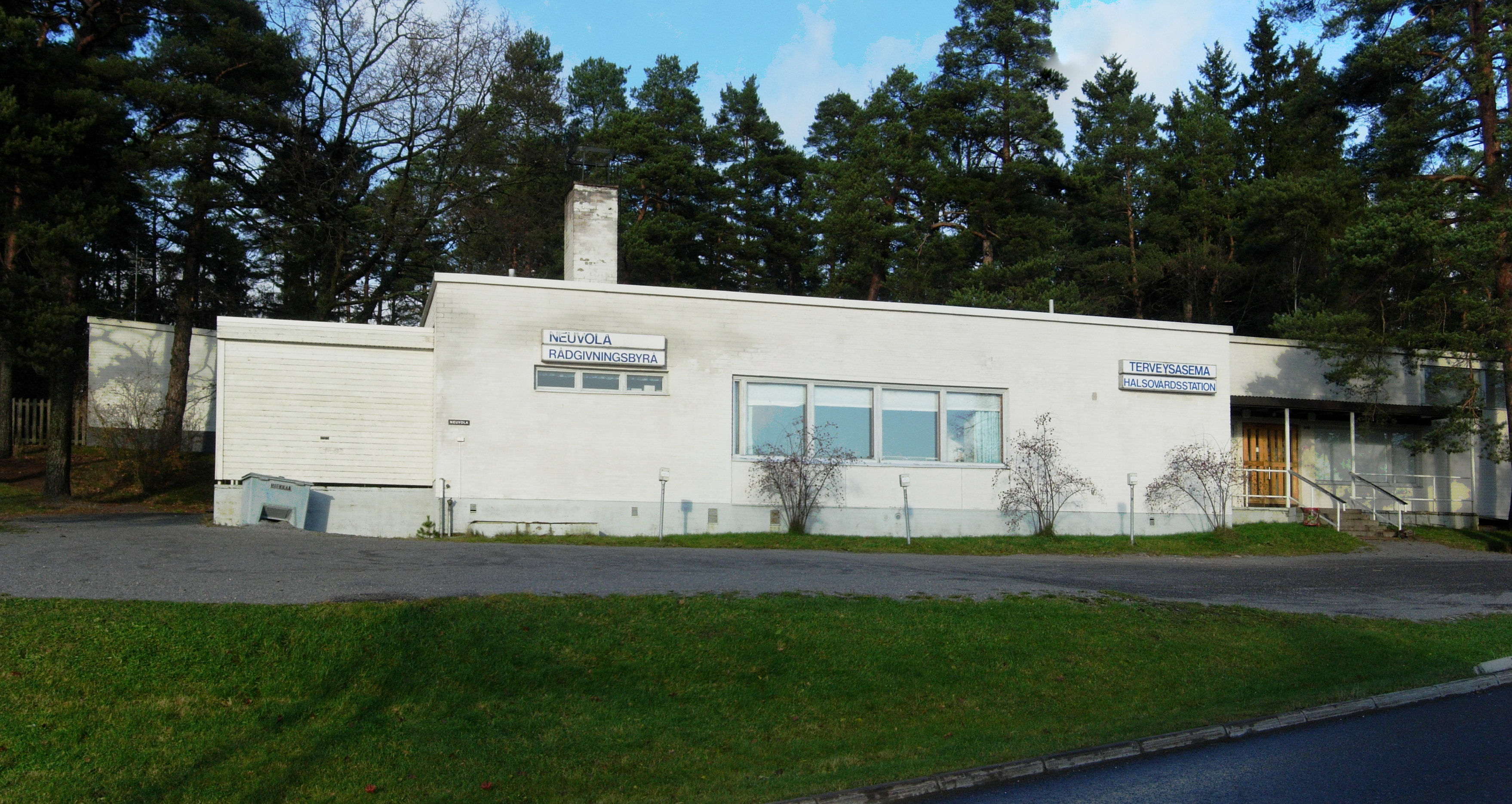
对家庭的援助有多种形式。所有的父母在孩子出生前后都能从国营的儿童健康诊所获得信息、支持、健康和育儿建议、疫苗接种等。他们还监测儿童的身体、精神和社会状况，并为公共卫生目的收集数据。

对有孩子的家庭的财政援助以儿童津贴、儿童保育和生活津贴和产妇津贴的形式提供。儿童津贴始于20世纪30年代，是福利制度中最古老的部分之一。20世纪80年代末生效的法律是1948年的《儿童津贴法》，其中规定向居住在芬兰的所有16岁以下儿童的父母支付津贴，不论其父母的财富或国籍。自1970年代以来，儿童保育津贴一直支付给那些留在家中照顾幼儿或雇用他人照顾幼儿的父母。当法院命令为离异父母的孩子支付的抚养费没有支付时，孩子的抚养费津贴就会发放。根据20世纪30年代的立法，孕妇津贴是为每一次怀孕支付的。它要么是一笔补助金，要么是一套更有价值的材料，即照顾孩子所需的产假福利。如果母亲在怀孕前5个月没有去诊所，就会被扣减。

### 福利事业
除了上述涉及为实现社会目标而支付财政款项的措施外，社会照顾制度还提供福利服务。到1980年代中期，大约有9万名国家和地方雇员在社会事务和卫生部的全面指导下，使用芬兰国民生产总值的大约5%来提供各种各样的社会服务。20世纪60年代和70年代福利制度的扩张，导致社会工作者的数量在1970年至1985年间增加了两倍。自1981年以来，进入这一领域的工人必须接受大学培训。

### 儿童看护服务

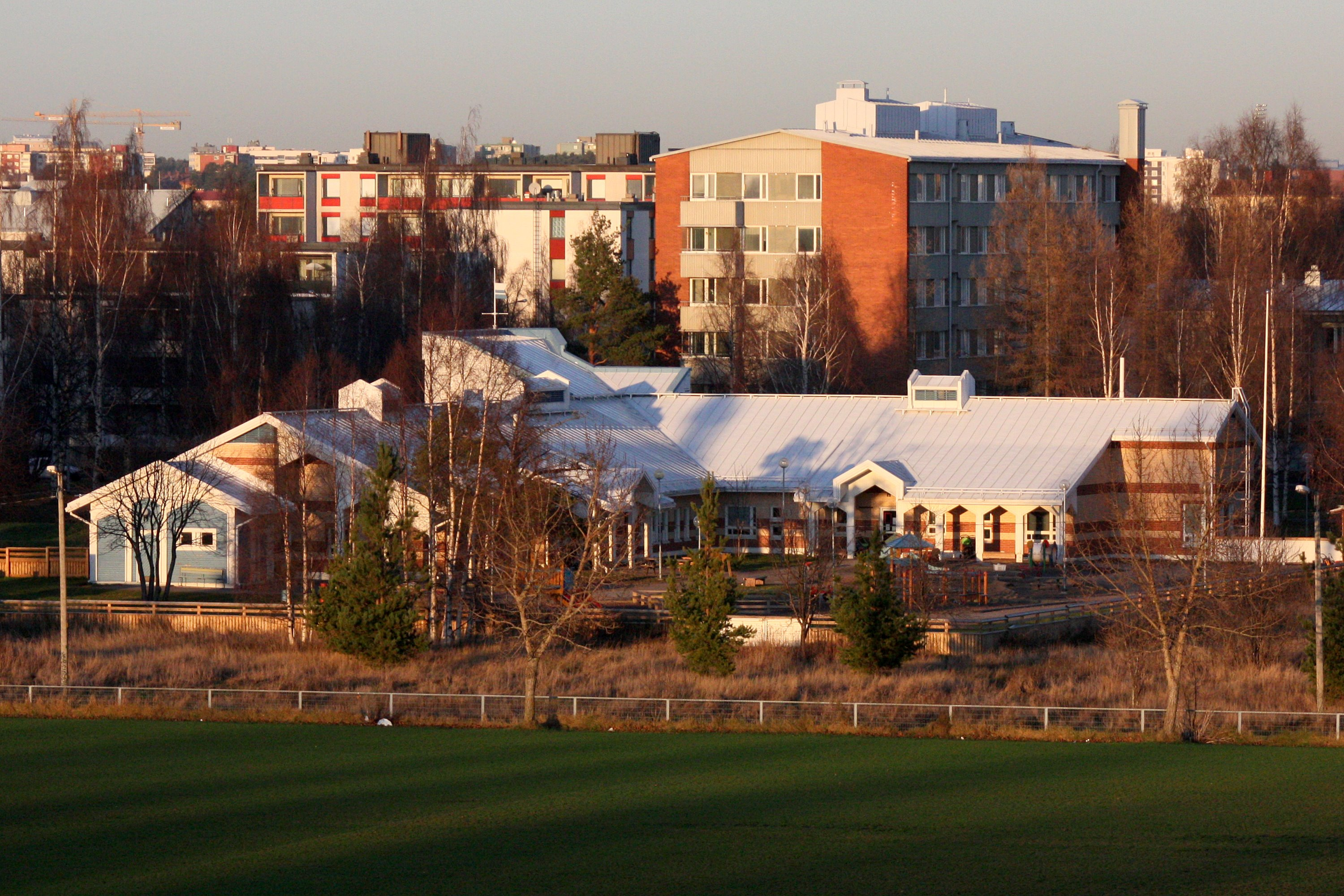
根据法律，所有芬兰家庭都可以使用公立托儿所/日托中心。它们收取的费用相对较低，这也是基于法律。提供高质量的日托服务(工作人员接受过早期儿童教育的大学教育)使妇女人口比世界其他地区更普遍地追求事业。

一项影响深远的法律是1973年的《儿童日托法》，该法案规定，所有地方政府都要为所有需要的家庭提供良好的儿童日托服务。对7岁以下儿童的照料可以在托儿所/日托中心进行，有时是私人的，但一般由地方政府经营，或由合格的保姆在儿童之家或在儿童之家之外进行。虽然日托所的数目在1980年代中期增加了一倍多，达到10万所，但为了满足总需求，日托所的数目还得再增加一倍。1985年的一项法律规定，到1990年，所有三岁以下儿童的父母都可以选择是在家照料孩子还是让他们的孩子住在托儿所/日托中心。父母中的一方也可以在孩子三岁之前不带薪休假。1983年的《儿童福利法》要求地方政府照顾儿童，并授权地方政府在儿童受到严重忽视或虐待时采取各种措施。在20世纪80年代中期，大约2%的芬兰儿童受到这项法律的影响。1983年的另一项法律规定对儿童进行体罚是非法的，就像在其他北欧国家一样。

### 为残疾人士提供的服务
1946年的《残疾人福利法》规定了对残疾人的治疗责任。提供住房、职业培训、庇护工作环境和身体康复的机构由国家社会福利委员会监督，而约有20所残疾儿童不能上普通学校的学校由国家学校委员会监督。像义肢这样的特殊设备是免费提供的，而生活区改造等服务也是免费提供的。在1980年代后期，大约有3万名智力障碍的芬兰人，其中1万人获得各种福利，从住在一个机构的住所到日托所或在庇护工场工作。由于没有足够的地方安置所有的智障人士，所以有些人被安置在私人疗养院或养老院。

### 为滥用药物者提供的服务
1985年的《酗酒者福利法》主要处理酗酒问题，因为酗酒是1980年代后期芬兰唯一严重的药物滥用问题。芬兰社会传统上并不认为酒精是日常生活的一部分，而是在特殊场合饮用，然后达到醉酒的程度。这一有害习惯的医学证据表明，芬兰死于急性酒精中毒的人数是瑞典的7倍，丹麦的20倍。由于与酒精的不良关系，该国从1919年到1931年实施禁酒令。1976年颁布的一项禁止酒精消费的法令禁止在大多数出版物上刊登酒类广告。另一项措施通过对酒类征收重税增加了酒类的成本，以至于到了20世纪80年代中期，酒类税已经成为州财政收入的一个重要来源。
20世纪80年代，芬兰仍有许多人在道德上反对饮酒，而一小部分饮酒者占了全国总消费量的一半以上。在20世纪60年代末，对购买酒精饮料的规定有所放宽，其目标是减少酒精饮料的魅力，因为在某种意义上，酒精饮料是被禁止的。这一政策可能适得其反，因为杂货店的啤酒销售和更多餐馆的烈性酒供应导致酒精消费在十年内翻了一番以上。然而，自上世纪70年代中期以来，芬兰的酒精消费量已经趋于平稳，饮酒习惯也变得更加节制。尽管战后戒酒的人数急剧下降，导致一些社会学家把20世纪50年代和60年代成年的芬兰人称为“湿族”，但酒精在日常生活中逐渐占据了一个更普通的位置。
社会事务和卫生部设有一个专门处理滥用药物问题的部门，即禁酒和酒精政策部。该部制定了福利计划，并指导国家酒精垄断部门负责酒精的生产、进口和销售。地方当局为酗酒者提供了各种设施，包括诊所、中途宿舍和24小时开放的提供戒除治疗的紧急住所。必要时，可以对酗酒者进行强制约束，但这种做法在20世纪80年代末并不像以前那么普遍。国家福利得到了私人和自愿组织的补充，比如戒酒互助会。

## 卫生系统

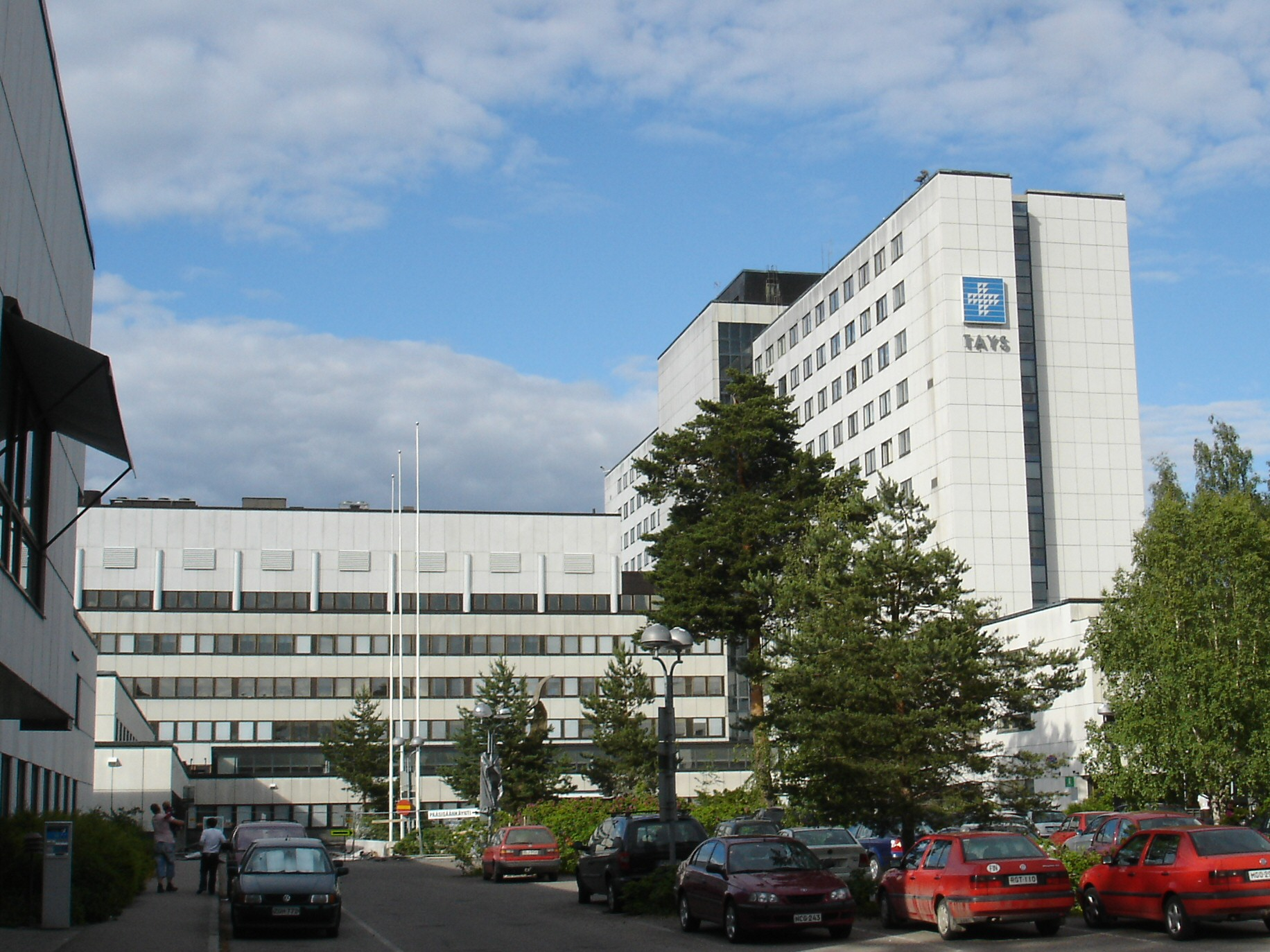
坦佩雷大学医院服务于芬兰人口第二多的大都市地区。大学医院和中心医院对周边地区的病人实施更严格的卫生保健。它们都是公立医院，对病人收费很少或不收费，而是从州和市政府获得资金。

### 卫生系统的发展
自1917年成为独立国家以来，芬兰已经设法解决了“传统的”健康问题。19世纪最重要的死亡原因是肺结核，在两次世界大战之间建立的肺结核医院网络使肺结核得到了控制。天花和肺炎也不再是严重的问题。在1952年通过的预防接种法的帮助下，抗击传染病的斗争基本上取得了胜利。例如，在1980年，没有人死于这类常见疾病。到1980年代中期，几十年来芬兰没有出现白喉病例，除1983-84年有7例轻微流行外，小儿麻痹症也已消失。20世纪50年代和60年代对医院建设的重视使人均医院床位比例达到了国际标准，新的医疗培训中心使1970年至80年代中期的医生人数增加了一倍多。1963年疾病保险法的通过和保险范围的不断扩大意味着每个人都能得到良好的医疗保健。后来的立法措施，如1972年的《初级卫生保健法》或1978年的《精神卫生法》，旨在将卫生保健从大型中心转移到较小的地方机构，增加预防性治疗的数量，并在可能的情况下支持门诊治疗。芬兰卫生当局认为，即使在1980年代后期，这种护理也可以更加灵活、人道和有效，并可以控制费用的增加。然而，尽管有这一政策创新，自1950年代初以来，卫生方面的社会支出实际增长了十倍。

### 卫生系统的组织
卫生保健由社会事务和卫生部指导，并由国家卫生委员会管理。根据政府的惯例，该部决定政策，国家委员会决定如何管理它。医疗服务的实际提供是地方政府的责任，尤其是在1972年的《初级卫生保健法》之后，该法规定医疗服务的基础应该是地方诊所提供的医疗服务。以前，重点是来自大型区域医院的护理。
1972年的法律导致了大约200个地方医疗中心的建立，每个中心至少为10000人服务。由于城市的大小差别很大，小的城市不得不与其他城市联合起来组成卫生中心，而大约一半的中心是由一个单一的城市管理的。中心不一定是由一座建筑组成的，而是包括了健康中心区内的所有卫生设施。除了一些人烟稀少的地区外，人们通常住在离中心25公里以内的地方，以便得到很好的医疗。
1972年法案的一个基本目标是让所有芬兰人平等地享有医疗保健，不管他们的收入如何，也不管他们住在哪里。由于大多数卫生中心的服务是免费的，因此需要国家政府的补贴来增加市政当局的财政资源。补贴根据市政府的财富不同而有所不同，大约在成本的30%到65%之间。到20世纪80年代中期，大约40%的医疗支出用于初级保健，而在1972年这一比例仅为10%。
卫生保健中心负责日常护理，如健康咨询、检查和传染病筛查;他们还提供学校保健、家庭保健、牙科保健、儿童和产妇保健服务。大多数医疗中心至少有三名医生和额外的工作人员，每名医生约有11名助手。由于受过高水平的培训，护士们提供了许多由其他国家的医生提供的服务。大多数中心都有助产士，他们的能力很强，再加上广泛的产前护理项目，使得芬兰极低的婴儿死亡率成为可能。芬兰的婴儿死亡率是世界上最低的，每1000个婴儿中有6.5个死亡。
一旦有人出现健康问题而又无法在卫生保健中心治疗，病人会被直接送往医院。他们能选的医院有30家专科医院，20家医院，还有5家大学教学医院，这些都能提供专业的服务。此外，还有一些机构只关注一个方面，如60家精神病院，以及其他一些处理矫形外科、癫痫、风湿病或整形外科的机构。考虑到芬兰结核病发病率的大幅下降，该国的十几个疗养院正逐渐被用于其他目的。医院通常由市政当局的联合会经营，因为它们的维持超出了大多数市政当局的能力。到上世纪80年代中期，芬兰的公立医院约有5万张床位，40多家民营医院约有3000张床位。在医疗中心、老人之家和其他福利机构，还有2万张病床供病人使用。
芬兰社会保险机构关注执业医生工作的报销制度。报销的费用还包括诊断学费用和牙科等私营医疗服务费用。